# Andy Diouf
Andy Alune Diouf (Neuilly-sur-Seine, 17 mei 2003) is een Frans voetballer die doorgaans als middenvelder speelt. Hij verruilde FC Basel in juli 2023 voor RC Lens.

## Clubcarrière
Diouf speelde in de jeugd van Garenne-Colombes en werd in 2012 opgenomen in de jeugdopleiding van Paris Saint-Germain. Nadat hij die na drie jaar verliet, werd hij in 2018 opgenomen in de jeugdopleiding van Stade Rennais. Hiervoor debuteerde hij op 9 mei 2021 in het eerste elftal. Coach Bruno Génésio liet hem toen vlak voor tijd invallen tijdens een wedstrijd in de Ligue 1 tegen Paris Saint-Germain. Nadat zijn speeltijd in 2021/22 beperkt bleef tot vijf invalbeurten, verhuurde Rennais Diouf in juli 2022 voor een jaar aan FC Basel. Hier fungeerde hij vrijwel heel het seizoen als basisspeler. Dat was hij zowel in de Super League als in de achttien wedstrijden die Basel dat jaar speelde in het kader van de Conference League. Hij maakte tijdens dat toernooi ook zijn eerste drie doelpunten in het betaald voetbal, tegen Slovan Bratislava, Žalgiris en Fiorentina. Diouf en zijn ploeggenoten kwamen in de halve finale één doelpunt te kort tegen de Italianen.
FC Basel lichtte in mei 2023 een optie tot koop in Dioufs contract en legde hem voor vier jaar vast. Hij tekende twee maanden later echter tot medio 2028 bij RC Lens en leverde de Zwitserse club daarmee bijna tien miljoen euro winst op.

## Interlandcarrière
Diouf kwam uit voor verschillende Franse nationale jeugdelftallen vanaf Frankrijk –17. Hij nam met Frankrijk –19 deel aan het EK –19 van 2022.
1 Petrić ·
2 Aguilar ·
3 Machado ·
4 Danso ·
7 Sotoca  ·
8 Nzola ·
9 Satriano ·
10 Costa ·
11 Fulgini ·
13 Chávez ·
14 Medina ·
15 Ojediran ·
16 Koffi ·
18 Diouf ·
19 Cabot ·
20 Sarr ·
22 Saïd ·
23 El Aynaoui ·
24 Gradit ·
26 Mendy ·
27 Bane ·
28 Thomasson ·
30 Ryan ·
34 Pouilly ·
36 Lebeau ·
37 Ganiou ·
38 Zaroury ·
Coach: W. Still
· Assistent-coach: N. Still